# 日下部義太郎
日下部義太郎（くさかべ よしたろう、1874年（明治7年）1月7日生まれ）は、日本の工学博士。1929年（昭和4年）にボーリングマシン（試錐機）について改良発明をして国産化し、温泉産業の発達等に寄与した。

## 経歴
1874年（明治7年）、父日下部進と母ヨシノの長男として長崎県に出生。1897年、東京帝国大学工科大学採鉱冶金課を卒業。三菱合資会社では相知炭鉱長、高島炭坑長を歴任した。
1918年（大正7年）には三菱鉱業の採炭課長、1922年（大正11年）には三菱合資の参与。1924年に退社。
岡上鉱業、釧路炭鉱、東洋水銀工業、金馬鉱業の取締役技術顧問。ヤマト工作所の技術顧問となる。ほか、共立試錐研究所の所長、燃料協会の常議員、早稲田大学講師も務めた。朝鮮鉱業会にも所属した。

## 著述
著書
- 日下部義太郎『土木建築工事地盤調査用軽便試円錐機』《工事画報 昭和5年4月号》工事画報社、1930年、17頁。「ボーリングの簡易化遂に成る」

座談会
- 燃料協會編『液体燃料問題に関する第二回座談会記事』《燃料協会》燃料協会誌 昭和8年5月号（28号）、1933年、641頁。

## 家族
- 父 進
- 母 ヨシノ
  - 一男 義太郎[3]
  - 妻 操 ‐ 野田笛浦の孫。兄に野田九浦、弟に野田高梧。[4]
    - 智
    - 信子
    - 君子
    - 節子
    - 勇
    - 久
    - 博

  - 二男 信彦
  - 一女 スミ
  - 三男 又彦
  - 春夫
  - 直彦
  - シズヤ
  - チエ
  - 貞彦
- 親戚 木暮理太郎 ‐ 妻の妹の夫